# 巴布泰
巴布泰（转写：Babutai；1592年—1655年），努爾哈赤第九子，母是庶妃嘉穆瑚覺羅氏。
巴布泰生於明朝萬曆二十年（1592年）十一月初十。天命十年（1625年），偕同阿拜、塔拜討伐東海北路呼爾哈部，有軍功。天命十一年（1626年），命巴布泰處理正黃旗事務。天聰四年（1630年），巴布泰跟從阿敏駐守永平。明兵攻打灤州，巴布泰因防禦失利遭罷職。天聰八年（1634年），授梅勒額真之職。跟從大軍伐明，攻克保全州。巴布泰後因隱匿戰利品未上報，再度被罷免。崇德六年（1632年），授三等奉國將軍，重返軍職。
順治元年（1644年），跟從大軍入關，追擊李自成至慶都（今河北望都）。順治二年（1645年），晉升一等奉國將軍。順治三年（1646年），跟從勒克德渾征戰湖廣，在安遠、南漳、西峰口、關王嶺、襄陽等地大戰，屢次破敵。順治四年（1647年），因戰功晉封輔國公。 
順治六年（1649年），偕同務達海討伐姜瓖，進封為鎮國公。順治十二年（1655年）正月廿二，巴布泰逝世，朝廷賜予謚號為「恪僖」。

## 家庭

### 妻妾
- 嫡妻李佳氏，達褚祜巴晏之女，其姐妹為禮烈親王代善之嫡福晉。
- 繼妻郭絡羅氏，楊瑞之女。
- 三娶妻費莫氏，佐領郎圖之女。根據《八旗滿洲氏族通譜》的記載，可知她是滿洲鑲黄旗人，佐領伊勒慎之孫女，其父佐領郎圖從征黑龍江時陣亡，贈騎都尉；雲騎尉阿拉喜、譚圖之姐妹[1]。
- 四娶妻李佳氏，李綬之女。
- 另室所居姜氏，姜秀之女。
- 妾金氏，金瑞之女。

### 子孫
巴布泰有三位兒子。
- 長子：輔國公噶布喇
- 三子：已革鎮國將軍祜錫祿

## 延伸阅读
[在维基数据编辑]
 《清史稿/卷217》，出自趙爾巽《清史稿》